# Come nelle canzoni
Come nelle canzoni è un singolo del cantautore italiano Coez, pubblicato il 5 novembre 2021 come terzo estratto dal sesto album in studio Volare.

## Video musicale
Il video, diretto da Marco Proserpio e girato a Parigi, è stato pubblicato il 29 novembre 2021 attraverso il canale YouTube del rapper.

## Tracce
Testi di Silvano Albanese e Davide Petrella.
1. Come nelle canzoni – 3:32

## Classifiche

### Classifiche settimanali
| Classifica (2021) | Posizione massima |
| ----------------- | ----------------- |
| Italia            | 4                 |

### Classifiche di fine anno
| Classifica (2022) | Posizione |
| ----------------- | --------- |
| Italia            | 59        |